# قتاد شمبري
القَتَاد الشمبري أو الكريدون الأسود الاسم العلمي (باللاتينية: Astragalus schimperi) هو نوع عشبي حولي من جنس القتاد.

## البيئة والانتشار
ينتشر نبات القتّاد الشمبري في ليبيا ومصر والجزيرة العربية وباكستان ويوجد أيضًا في بلاد الشام.